# Aleksi Jäntti
Matti Aleksi Jäntti, född 18 januari 1974 i Åbo, är en finländsk  politiker (Samlingspartiet). Han är ledamot av Finlands riksdag sedan 2023. 
Jäntti blev invald i riksdagen i riksdagsvalet 2023 med 4 157 röster från Birkalands valkrets.